# Morada Nova (Uberlândia)
Morada Nova é um bairro do perímetro urbano do Distrito de Miraporanga, em Uberlândia.
- O bairro fica no extremo da zona oeste da cidade, e à 46km a nordeste da parte central de Miraporanga.
- É vizinho do bairro Residencial Pequis (zona oeste do distrito-sede), Chácaras Uirapuru (também zona oeste da sede) e Chácaras Bonanza (zona rural da sede).[1]

## Cartório
- O bairro Morada Nova conta com o Cartório de Tabelionato de Notas e Registro Civil, que atende o distrito de Miraporanga.[2]

## Saúde e Educação
- O Morada Nova tem uma UBSF (Unidade Básica de Saúde da Família), na avenida Aldo Borges Leão.[3]
- O bairro tem a escola municipal Freitas Azevedo, também na avenida Aldo Borges Leão.[4]